# Шпилька (деталь)

Чертёж шпилечного соединения

Шпи́лька — крепёжное изделие в виде стержня с наружной резьбой, образующее соединение при помощи гайки или резьбового отверстия.

## Описание
Конструкция и размеры шпилек стандартизированы (серии ГОСТ 22032—76 … ГОСТ 22043—76, DIN 525, DIN 835, DIN 939, DIN 940, DIN 975, DIN 976). Шпилька предназначена для соединения между собой деталей, имеющих гладкие или резьбовые отверстия. Изготавливается с номинальным диаметром резьбы от 2 до 52 мм с различным сочетанием крупных и мелких шагов, длиной до 2 метров.
Механические свойства шпилек, болтов и крепёжных винтов из углеродистых нелегированных и легированных сталей по ГОСТ 1759.4—87 (ISO 898/1-78) при комнатной температуре характеризуют 11 классов прочности: 3,6; 4,6; 4,8; 5,6; 5,8; 6,6; 6,8; 8,8; 9,8; 10,9; 12,9. Первое число, умноженное на 100, определяет номинальное временное сопротивление в Н/мм², второе число (отделённое точкой от первого), умноженное на 10, — отношение предела текучести к временному сопротивлению в процентах. Произведение чисел, умноженное на 10, определяет номинальный предел текучести в Н/мм².
Как правило, шпильки производятся на станках-автоматах из автоматной стали.

## Типовые размеры шпилек
Размеры шпилек строго стандартизированы нормативными документами. Наиболее часто применяются шпильки: стандартные (DIN 975) и шпильки штанги (ГОСТ 22032—76).
Согласно ГОСТ 22032—76 «Шпильки с ввинчиваемым концом длиной 1d. Класс точности В. Конструкция и размеры» шпильки производятся с диаметром резьбы от М2 до М48 при длине стержня до 300 мм. Размеры некоторых типовых образцов следующие:
- Диаметр d = 3 мм, длина L от 16 до 160 мм, шаг резьбы 0,5 мм;
- Диаметр d = 4 мм, длина L от 18 до 160 мм, шаг резьбы 0,7 мм;
- Диаметр d = 5 мм, длина L от 20 до 160 мм, шаг резьбы 0,8 мм;
- Диаметр d = 6 мм, длина L от 25 до 160 мм, шаг резьбы 1,0 мм.